# Michael Tye

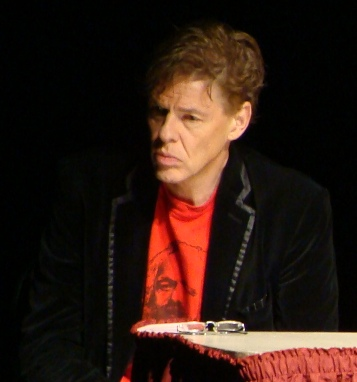
Michael Tye

Michael Tye (* 1950) ist ein US-amerikanischer Philosoph.

## Leben
Er ist Professor an der University of Texas at Austin. Seine Arbeitsschwerpunkte sind die Philosophie des Geistes und die Grundlagendebatte der Kognitionswissenschaft.

## Lehre
Tye vertritt eine materialistische Theorie des Geistes, die sich systematisch v. a. auf den Begriff der Repräsentation stützt. Auch Qualia, die subjektiven Erlebnisgehalte des Bewusstseins, sollen sich im Rahmen einer repräsentationalistischen Theorie erklären lassen.
Tye hat zudem einen wichtigen Beitrag zur Imagery debate in der Kognitionswissenschaft geleistet. Dieser Streit dreht sich um die Frage, wie bildliche Vorstellung wissenschaftlich zu interpretieren sei. Während Vertreter des klassisch kognitivistischen Ansatzes (v. a. Zenon Pylyshyn) eine propositionale Theorie vertreten, erklärt etwa Stephen Kosslyn, dass bildliche Vorstellung der direkten visuellen Wahrnehmung ganz ähnlich sei. Tye versucht, zwischen diesen Positionen zu vermitteln.